# Biville-sur-Mer
Pour les articles homonymes, voir Biville (homonymie).
Biville-sur-Mer est une ancienne commune française située dans le département de la Seine-Maritime, en région Normandie.
Dans le cadre de la fusion le 1er janvier 2016 des dix-huit communes qui constituaient la communauté de communes du Petit Caux pour former la commune nouvelle du Petit-Caux, Biville-sur-Mer devient à cette date une de ses communes déléguées.

## Toponymie
On parle ici de la Manche, notons que cette mer n'est jamais nommée sous son nom en toponymie : on ne dit pas *Biville-sur-Manche mais Biville-sur-Mer.

## Histoire

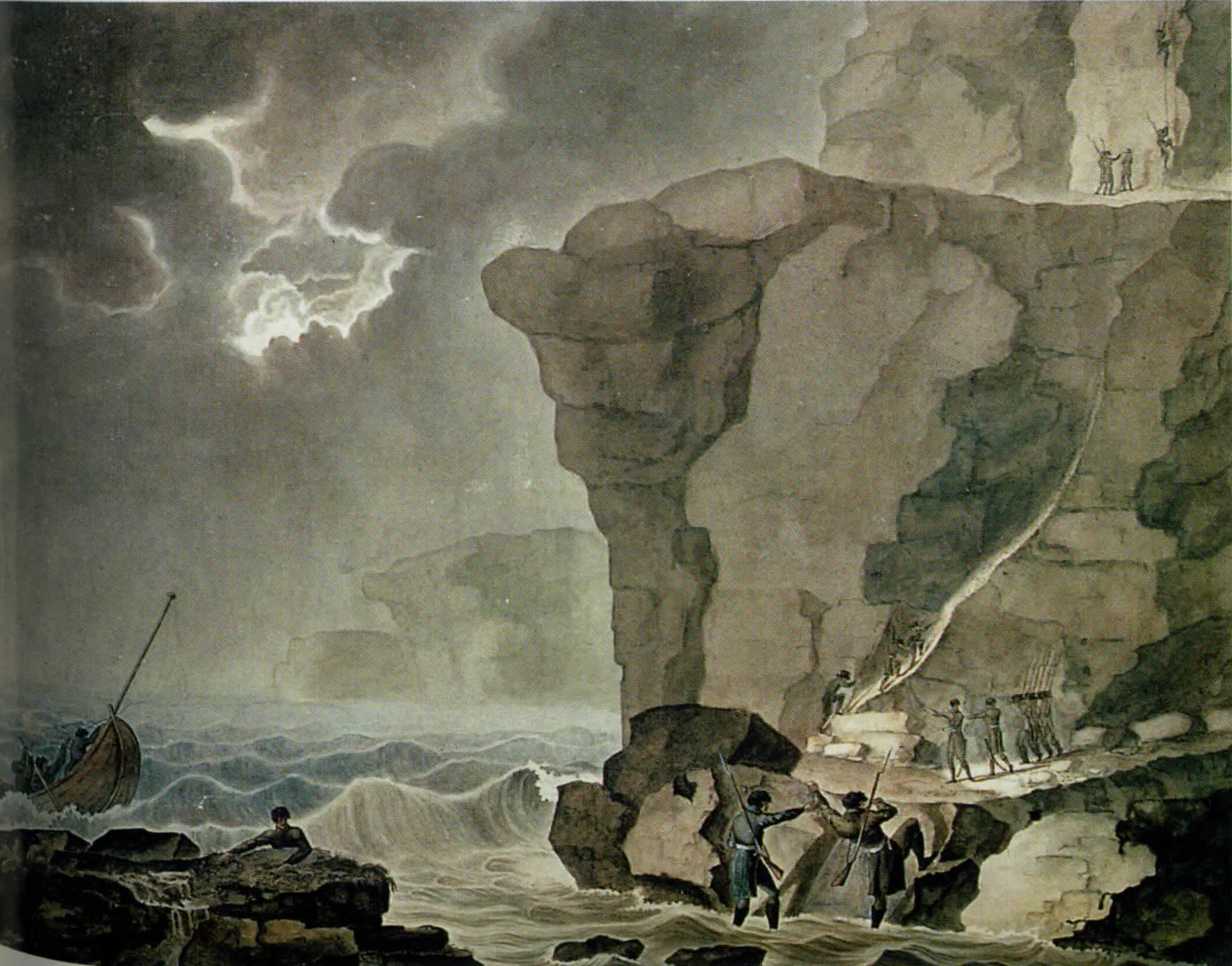
Armand de Polignac : Débarquement de Cadoudal et des conjurés à Biville
(Musée Carnavalet).

Le 21 juillet 1804, Georges Cadoudal, général chouan débarque à Biville afin de capturer ou tuer le Premier consul.

## Politique et administration

### Intercommunalité
La commune était membre de la communauté de communes du Petit Caux. Celle-ci s'est transformée le 1er janvier 2016 en commune nouvelle sous le nom du Petit-Caux et les 18 communes qui constituaient l'intercommunalité deviennent des communes déléguées, reprenant le nom et les limites territoriales des anciennes communes.
Le projet de schéma départemental de coopération intercommunale présenté par le préfet de Seine-Maritime le 2 octobre 2015 dans le cadre de l'approfondissement de la coopération intercommunale prévu par la Loi portant nouvelle organisation territoriale de la République (Loi NOTRe) du 7 août 2015 prévoit la fusion de la communauté de communes des Monts et Vallées (12 338 habitants), de cette commune nouvelle du Petit-Caux (9 042 habitants), et  Avesnes-en-Val, commune jusqu'alors membre de la communauté de communes de Londinières (264 habitants).

### Liste des maires
| Période                                  | Période                       | Identité       | Étiquette | Qualité |
| ---------------------------------------- | ----------------------------- | -------------- | --------- | --- |
| Les données manquantes sont à compléter. |                               |                |           | |
| 1835                                     |                               | Pierre Pollet  |           | |
| 1848                                     | 1866                          | Jean Becquet   |           | |
| 1919                                     |                               | Raoul Becquet  |           | |
| Les données manquantes sont à compléter. |                               |                |           | |
| avant 1995                               | En cours (au 19 janvier 2015) | Patrick Martin | PS        | Chef d'entreprise Président de la CCPC (2014 → 2015) Réélu pour le mandat 2014-2020 Devient maire délégué de Biville-sur-Mer le 1er janvier 2016 |

## Démographie
L'évolution du nombre d'habitants est connue à travers les recensements de la population effectués dans la commune depuis 1793. À partir du 1er janvier 2009, les populations légales des communes sont publiées annuellement dans le cadre d'un recensement qui repose désormais sur une collecte d'information annuelle, concernant successivement tous les territoires communaux au cours d'une période de cinq ans. 
Pour les communes de moins de 10 000 habitants, une enquête de recensement portant sur toute la population est réalisée tous les cinq ans, les populations légales des années intermédiaires étant quant à elles estimées par interpolation ou extrapolation. Pour la commune, le premier recensement exhaustif entrant dans le cadre du nouveau dispositif a été réalisé en 2007,.
En 2013, la commune comptait 792 habitants, en évolution de +20 % par rapport à 2008 (Seine-Maritime : +0,48 %, France hors Mayotte : +2,49 %).
| 1793 | 1800 | 1806 | 1821 | 1831 | 1836 | 1841 | 1846 | 1851 |
| ---- | ---- | ---- | ---- | ---- | ---- | ---- | ---- | ---- |
| 530  | 473  | 617  | 513  | 460  | 452  | 472  | 457  | 481  |

| 1856 | 1861 | 1866 | 1872 | 1876 | 1881 | 1886 | 1891 | 1896 |
| ---- | ---- | ---- | ---- | ---- | ---- | ---- | ---- | ---- |
| 504  | 450  | 432  | 417  | 401  | 407  | 394  | 357  | 336  |

| 1901 | 1906 | 1911 | 1921 | 1926 | 1931 | 1936 | 1946 | 1954 |
| ---- | ---- | ---- | ---- | ---- | ---- | ---- | ---- | ---- |
| 348  | 368  | 310  | 290  | 280  | 287  | 294  | 287  | 280  |

| 1962 | 1968 | 1975 | 1982 | 1990 | 1999 | 2007 | 2011 | 2013 |
| ---- | ---- | ---- | ---- | ---- | ---- | ---- | ---- | ---- |
| 287  | 323  | 344  | 524  | 547  | 534  | 659  | 734  | 792  |

## Économie
Le tableau référencé regroupe les chiffres clés de l'économie communale.

## Culture locale et patrimoine

### Lieux et monuments
Église Saint-Rémi.

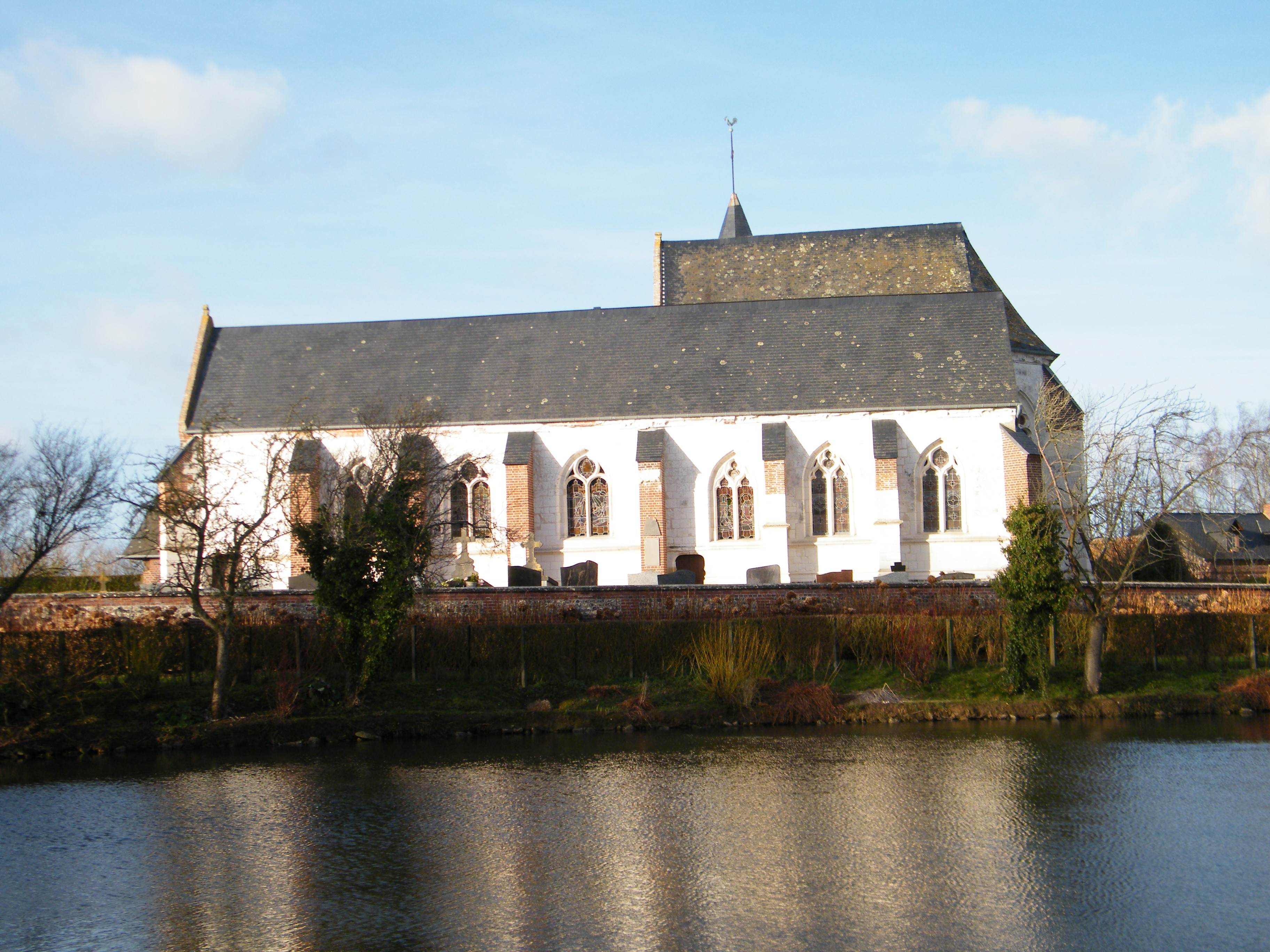
L'église.
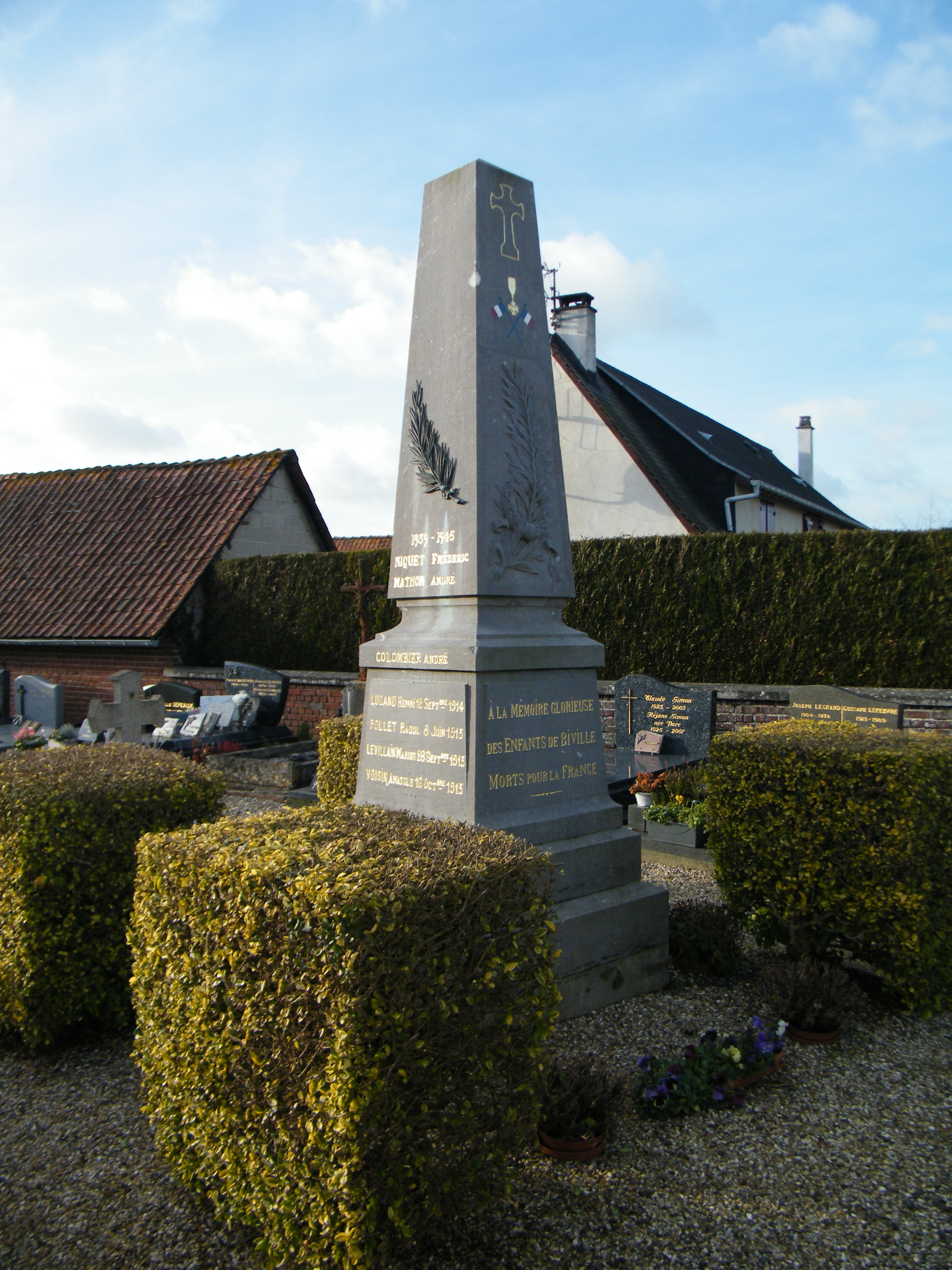
Monument aux morts.
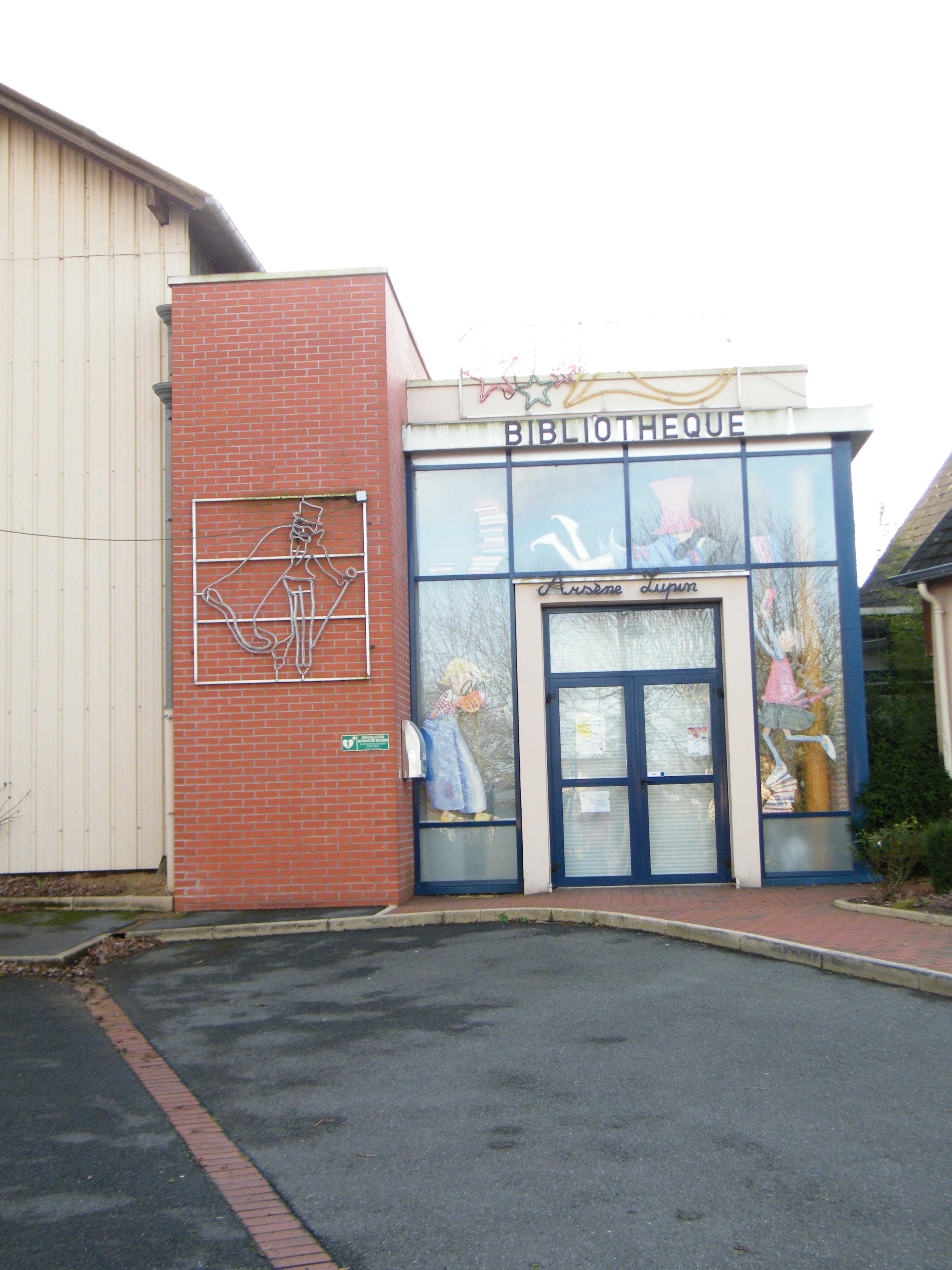
Bibliothèque Arsène-Lupin.
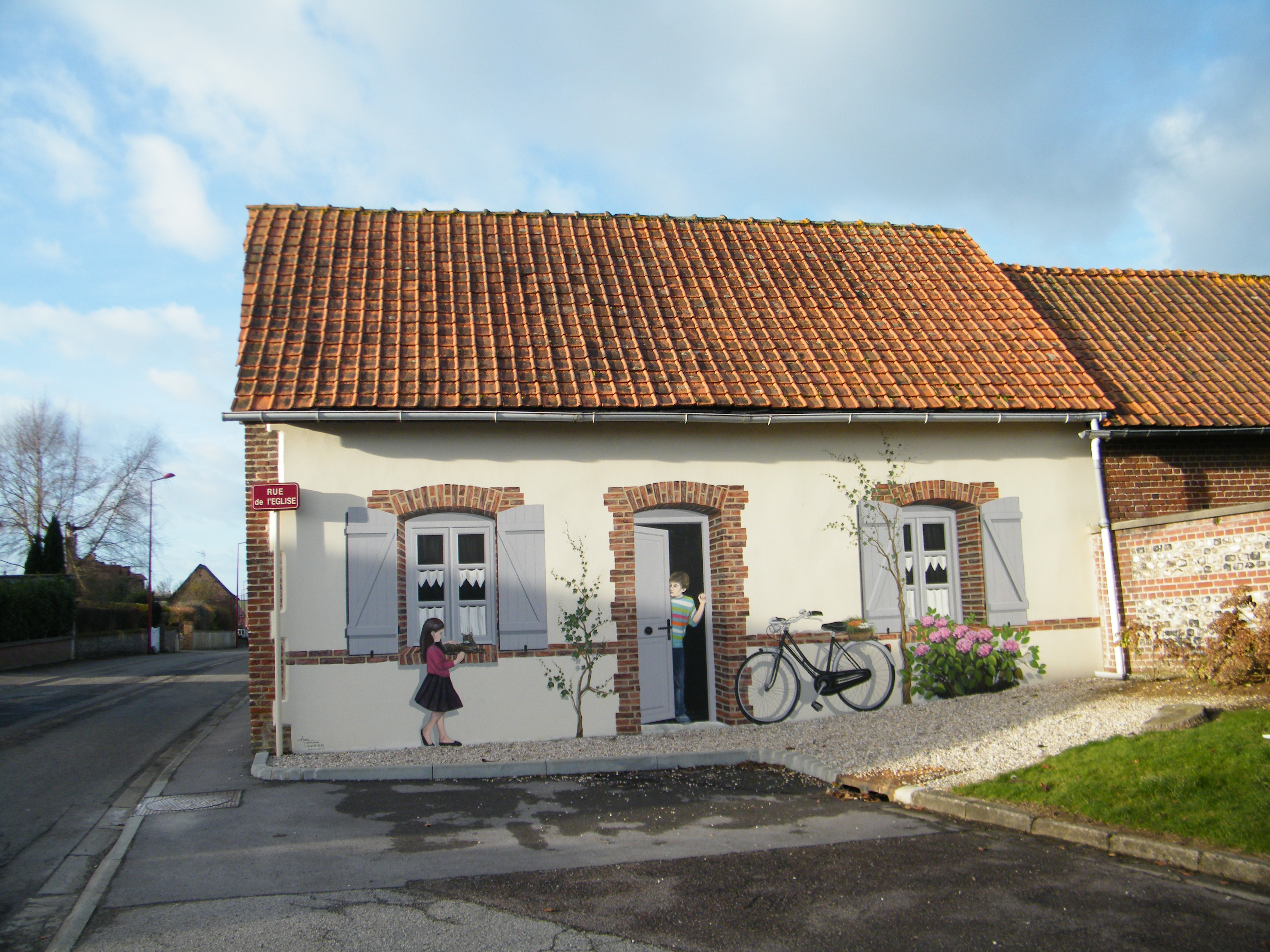
Trompe-l'œil.
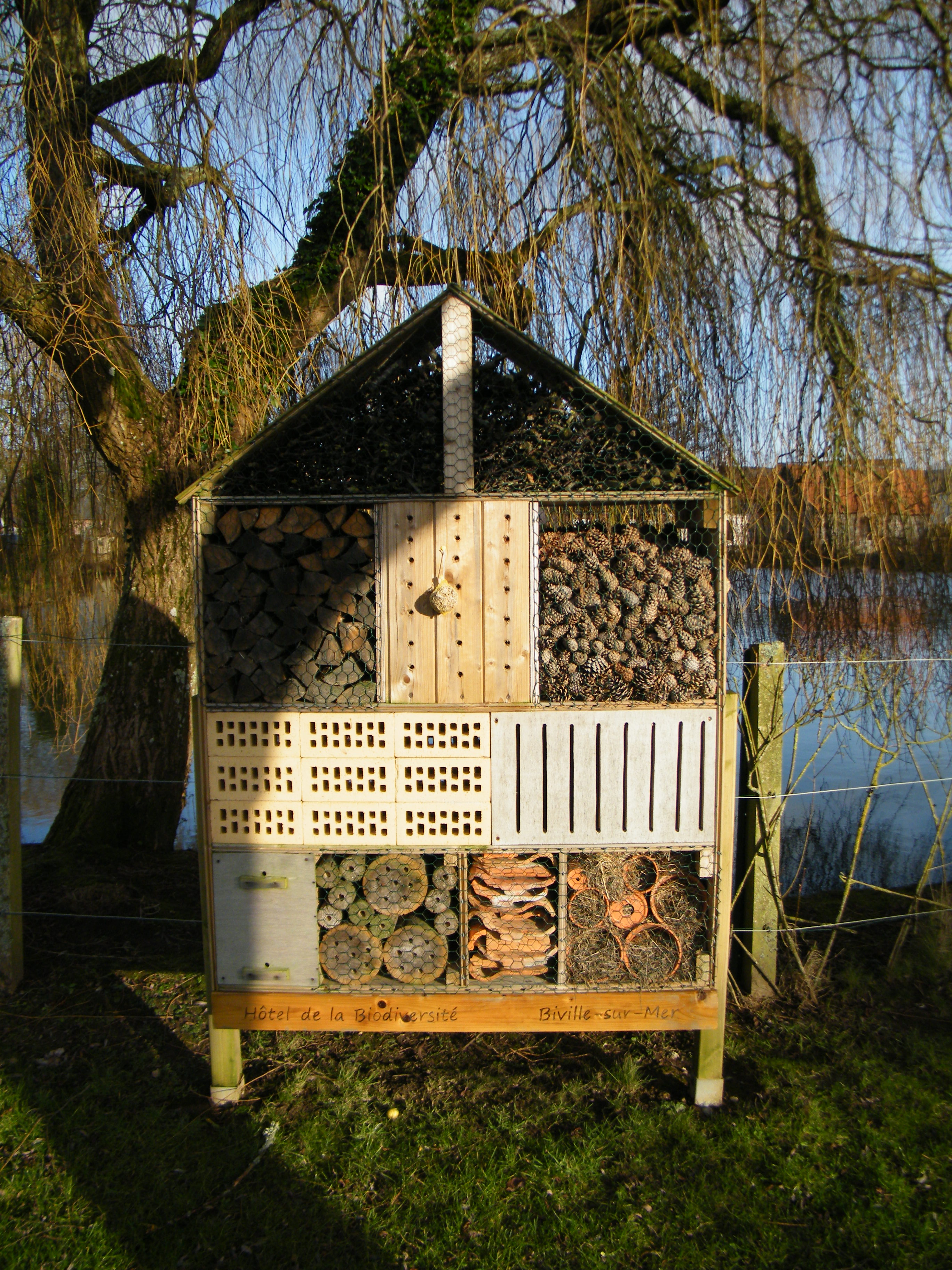
Hôtel.

### Personnalités liées à la commune
- Raoul, Henri, Marie Becquet (04/12/1887-10/07/1977), député de la Seine-Inférieure entre 1948 et 1955, y est né (mort à Tocqueville-sur-Eu)[12].

### Héraldique
| Blason de Biville-sur-Mer | Blason  | D'azur à la silhouette de maison et d'église d'argent mouvante des flancs, chargée de deux cygnes affrontés du même et posée sur une terrasse de sinople soutenue d'une mer ondée cousue d'azur. |
| Blason de Biville-sur-Mer | Détails | |